# Экономика Выборга

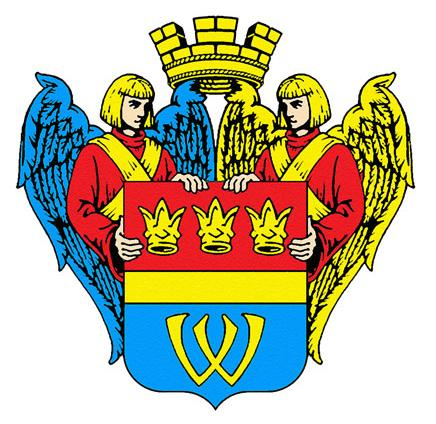
Герб Выборга

Выборг — один из важнейших экономических центров Ленинградской области. Экономика города базируется, в основном, на промышленности и туризме.

## История

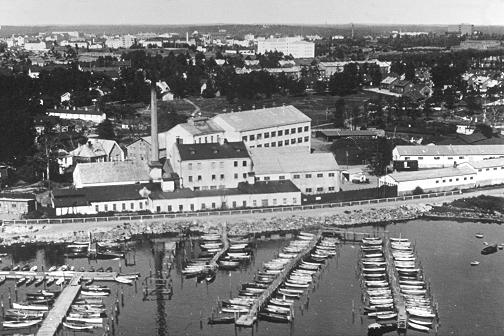
Один из старейших промышленных районов Выборга — Хави в 1930-х

Основанный в устье одного из рукавов Вуоксы, Выборг с самого начала развивался как торговое поселение. Некоторый урон его торговому статусу был нанёсён в XVI—XVII веках, когда из-за поднятия западной части Карельского перешейка связь между Вуоксой и Финским заливом прервалась. В городе процветала морская торговля, через Выборг экспортировалась в соседние страны значительная часть товаров Русского государства, лишённого собственных морских гаваней. Товарооборот порта возрастает с присоединением Выборга к России, развиваются различные производства. В связи с необходимостью восстановления города и обеспечения потребности русских войск организовываются временные мастерские по обжигу кирпича, возрастает количество металлоплавилен и лесопилок. В 1740 году был основан железоделательный завод и маленькие предприятия, джутовая фабрика, медная мастерская, многочисленные смоловарни. Выборгские промышленные предприятия представляли собой, в основном, ремесленные мастерские или мелкие заведения мануфактурного типа. Развивалось гончарное, столярное, ювелирное и прочие ремесла.
В начале XIX века в Выборге действовали: крупный порт; корабельная верфь; 2 цикорных, 2 мыльных, канатная и табачная фабрики; кирпичный, свечной и мыльный заводы; пивоварня; а также крупная лесопильня.
Развивался транспорт: в 1856 году открывается Сайменский канал и значение Выборга как портового города вновь возрастает. Это позволяет значительно увеличить оборот в торговле, дважды в год в городе проходят ярмарки. В 1870 году открыта железная дорога Санкт-Петербург — Гельсингфорс (Хельсинки), возводится вокзал, начинают быстро развиваться промышленные предприятия. В 1930-х годах Выборг с прилегающей территорией считался центром промышленности Финляндии. В 1938 году в городе действовало 38 промышленных предприятий различных отраслей.
Во время Великой Отечественной войны предприятиям города был принесён значительный ущерб. Многие из них так и не были восстановлены. Открываются предприятия совершенно новых отраслей: приборостроения, производства электроинструментов и детских колясок. Значительная часть из них (такие, как Выборгский приборостроительный завод, Выборгский завод детских колясок) прекратила свою деятельность с распадом СССР. На рубеже XX — XXI веков в Выборге появляются новые предприятия, многие из них с иностранными инвестициями.

## Современность

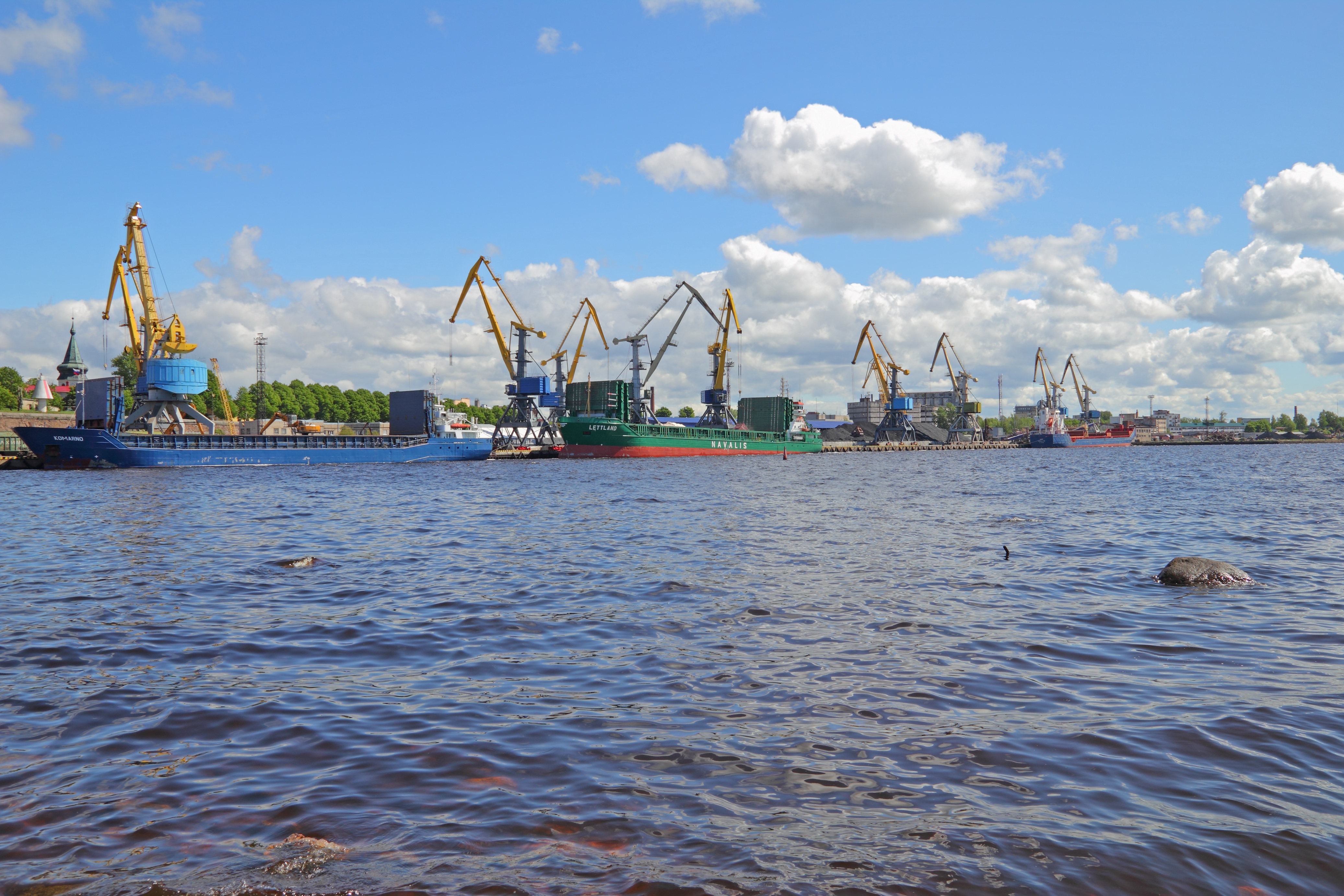
Выборгский порт

Выборг является крупным промышленным центром Ленинградской области. В городе расположено несколько крупных предприятий. Велика роль малого бизнеса, в сфере которого занято 47 % экономически активного населения.
Экономически активное население — 42,6 тысяч человек (55 % всего населения). Среднемесячная заработная плата в 2009 году составила 20 431,7 рублей, что на 4,7 % больше, чем в 2008 году. Наиболее высока заработная плата в сфере производства неметаллических минеральных продуктов (в среднем, 29 016 рублей).
На 1 октября 2008 года в городе насчитывается 6240 предприятий малого бизнеса, основными видами его деятельности являются торговля, услуги и операции с недвижимостью и сфера оказания транспортных услуг и связи.
В 2007 году предприятиями города отгружено товаров собственного производства, выполнено работ и оказано услуг на 19903 млн рублей, что на 21 % больше, чем в 2006 году.

### Промышленность
Основой экономики города является промышленность, на её долю приходится 35 % всей отгруженной продукции (почти 7 млрд рублей). Инвестиционные вложения в промышленность составили 191 млн рублей.
В 2009 году предприятиями города отгружено товаров собственного производства на 30 775,3 млн рублей, что на 88,3 % больше, чем в 2008 году.
Средняя заработная плата на предприятиях промышленного сектора экономики за 2008 год составила 21234,2 рублей, что на 30,6 % больше показателя прошлого года. Наиболее высока заработная плата в сфере производства строительных материалов (в среднем, 32147 рублей).
Крупнейшими предприятиями города являются:
- ОАО «Выборгский судостроительный завод» — специализируется на строительстве морских платформ для освоения шельфовых запасов, судов малого и среднего тоннажа.
- ООО «Роквул-север» — производство изоляционных материалов
- ООО "Бриксли фэктори" («BRISKLY FACTORY» LLC) — производство умных холодильников[2][3]
- ОАО «Завод Пирс» — производство роликов, роликоопор, барабанов для ленточных конвейеров[4]
- ОАО «ЗАРО» — обработка тонколистного металла
- ЗАО «Приборостроитель»
- ЗАО «Трафо» — производство трансформаторов, дросселей, помехоподавляющих фильтров, жгутов, кабелей и источников питания[5]
- ЗАО «Финскор» — производство автозапчастей
- ЗАО «Выборгский хлебокомбинат»
- ООО «Вереск» — вафельная продукция[6]
- ООО «Малета» в составе ООО «Национальный винный терминал»[7]
- ЗАО «Онега-транс» — мясные изделия
- ООО «ТехноНиколь-Выборг» — битумно-полимерные материалы
- ООО «Выборгский завод строительных материалов»
- ОАО «Выборгский оконный завод».

### Туризм

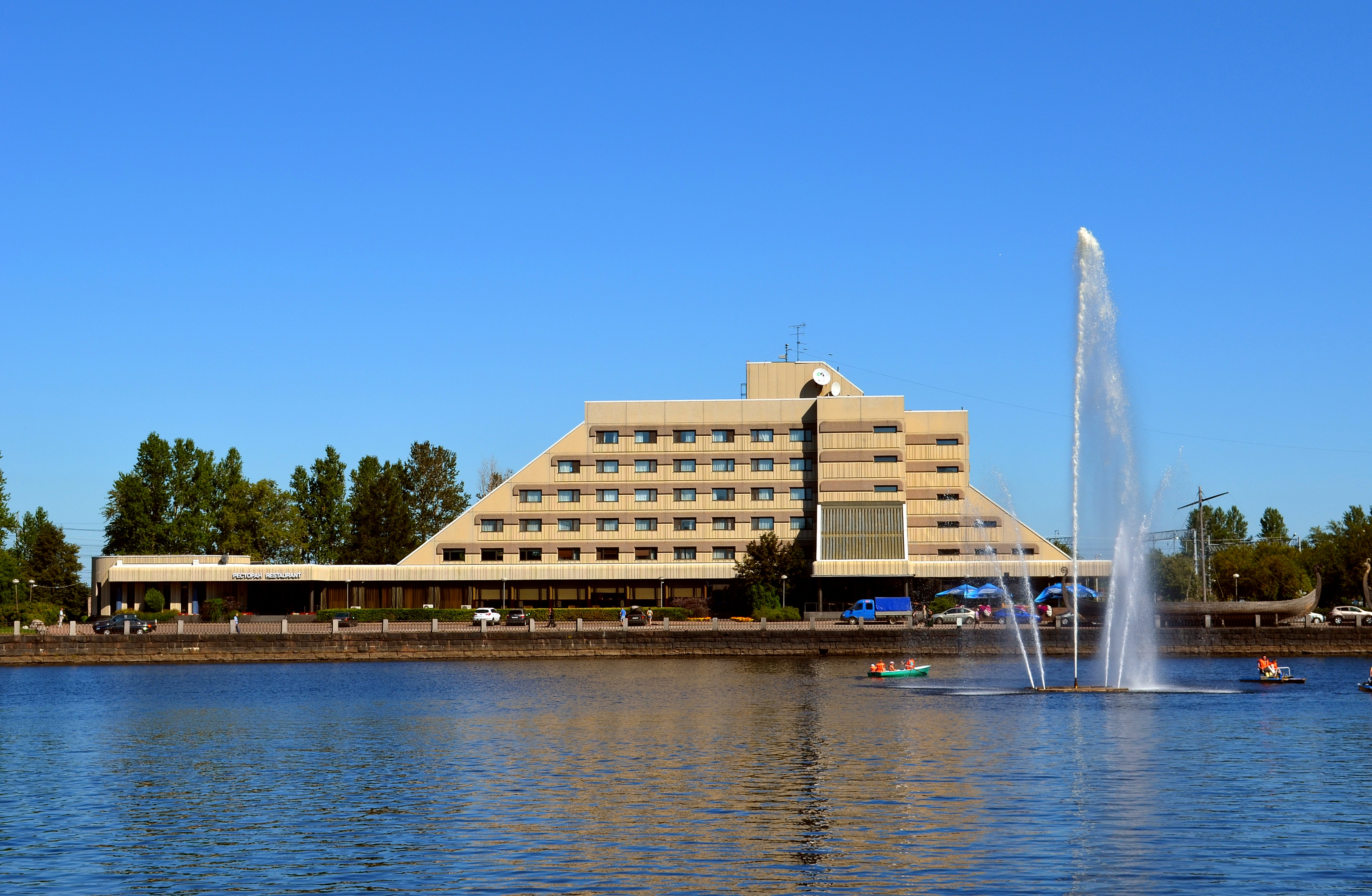
Гостиница «Дружба»

Существенную роль в экономике города играет туристический бизнес, связанный с приёмом гостей из России и зарубежных стран, а также связанная с этим экономическая активность в сфере обслуживания. Так, в 1998 году Выборгский район посетило около 700 тысяч туристов. Самым посещаемым туристическим объектом традиционно является выборгский замок (более 243 тысяч посещений в 2009 году).
В городе работает 18 предприятий гостиничного комплекса (15 гостиниц, 2 общежития и 1 мотель). В 2008 году ими было принято более 70 тысяч туристов. Крупнейшие гостиницы — «Дружба» и «Выборг». Количество работающих в городе турфирм — 21.

### Торговля и сфера услуг

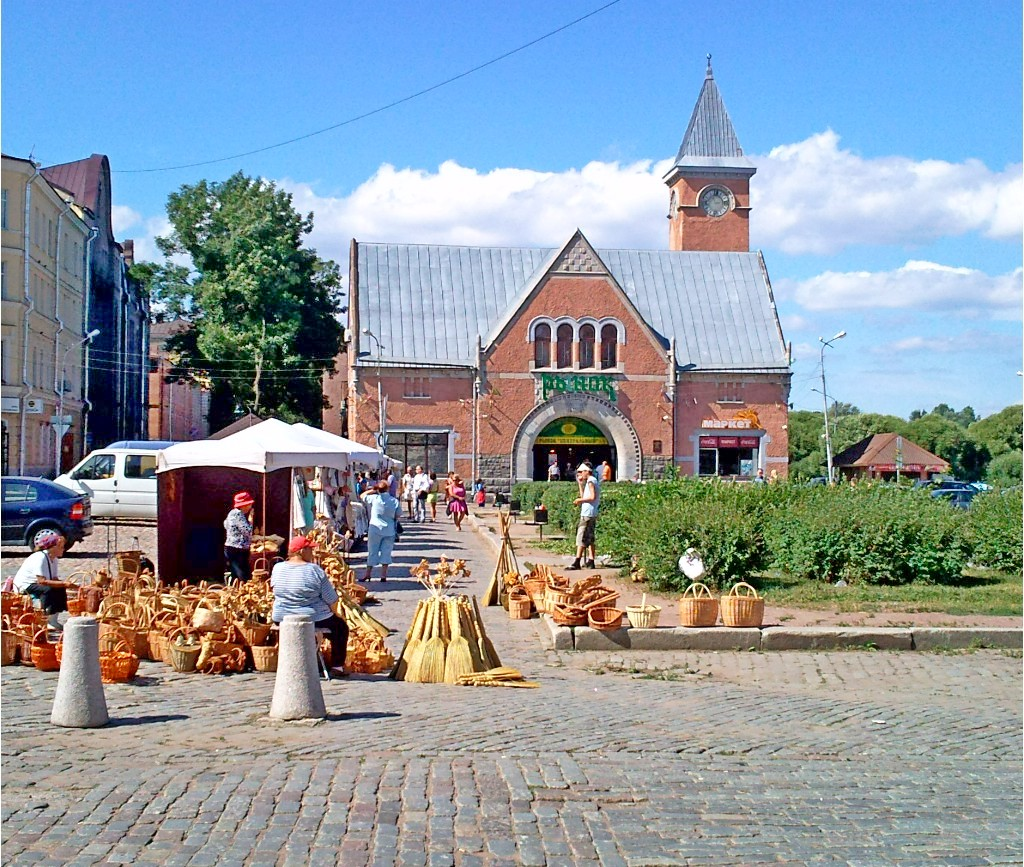
Выборгский рынок

На 1 января 2010 года в Выборге действует:
- 1299 объектов розничной торговли, в том числе:
  - 1 гипермаркет
  - 1 супермаркет
  - 8 универсамов
  - 559 магазинов
  - 8 магазинов-салонов
  - 15 АЗС
  - 33 аптечных пункта
  - 133 торговых павильона
  - 93 торговых киоска
  - 460 отделов
  - 10 торговых автоматов
- 267 предприятий общественного питания, в том числе:

- - 14 ресторанов
  - 102 кафе
  - 22 бара
  - 26 столовых

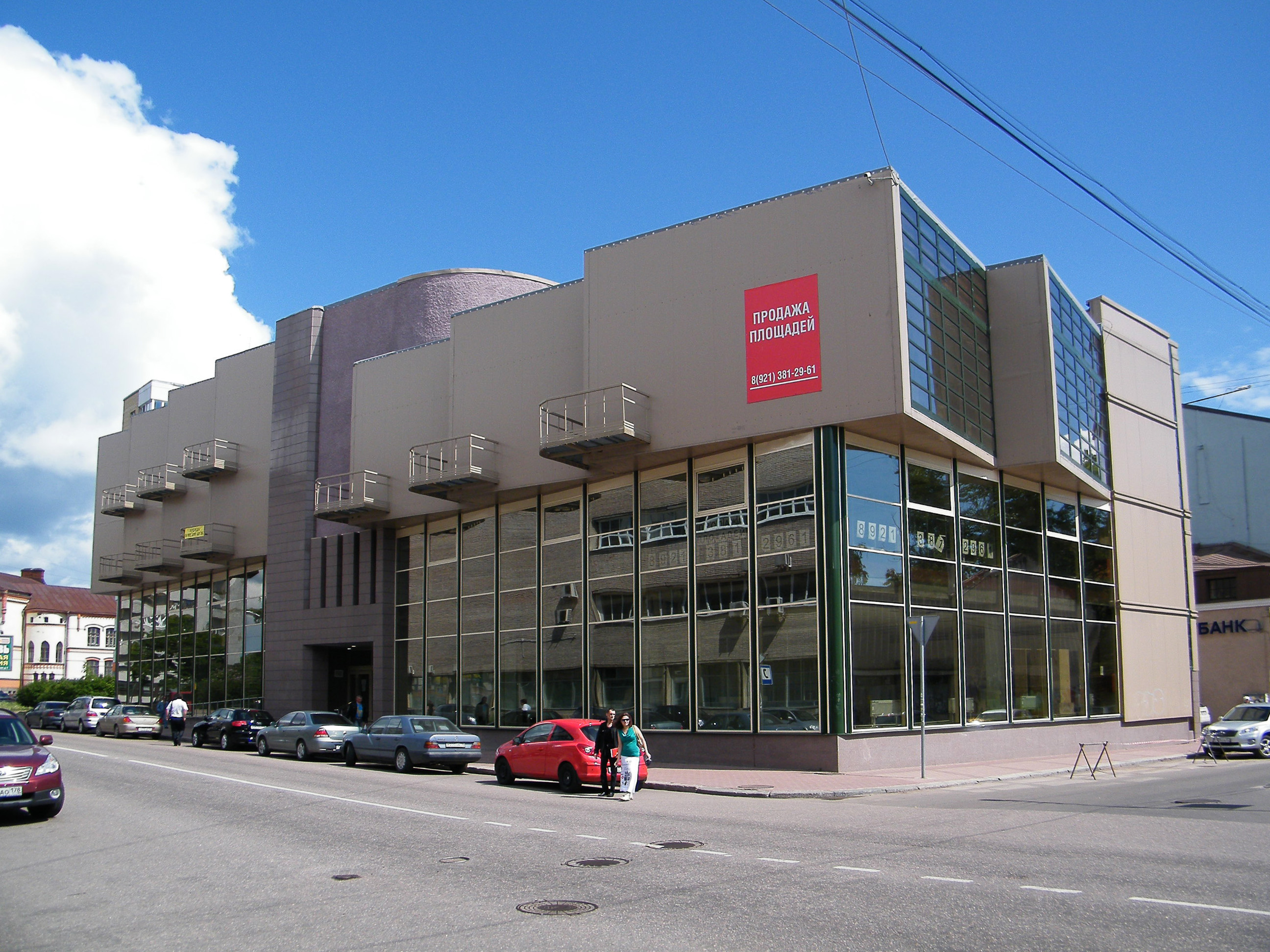
Универмаг «Атриум»

- 460 предприятий бытового обслуживания, в том числе:
  - 124 парикмахерских
  - 34 предприятия по пошиву и ремонту швейных изделий
  - 12 предприятий, оказывающих фотоуслуги
  - 8 предприятий, оказывающих ритуальные услуги
  - 77 предприятий по ремонту автотранспортных средств
  - 36 автостоянок
  - 23 предприятия по ремонту обуви
  - 16 предприятий по изготовлению мебели
  - 22 предприятия по ремонту бытовой техники и радиотелевизионной аппаратуры
  - 18 предприятий по ремонту и изготовлению металлоизделий
  - 2 прачечных
  - 14 бань и саун

В городе присутствуют магазины общероссийских торговых сетей «Карусель», «Пятёрочка»  (4 магазина), «Лента»«7я» (4 магазина), «Полушка» (3 магазина), «Дикси», «Метрика» (2 магазина) «М-ВИДЕО», «Эльдорадо», «Евросеть» (2 магазина), «Связной» (2 магазина), «585», «Рив Гош».
Многие торговые точки сосредоточены в 11 торговых центрах. Действуют 2 рынка: «Центральный» и «Южный»
Оборот розничной торговли по кругу крупных и средних предприятий в 2007 году составил 2112,1 млн рублей.

### Строительство
В 2009 году на территории города Выборга введено в эксплуатацию 3 многоквартирных жилых дома и 50 индивидуальных жилых домов общей площадью 33,5 тыс. м². Число введённых в эксплуатацию квартир — 323.
За 2008 год было введено в эксплуатацию 3 объекта общественного назначения, 1 предприятие торговли и 1 спортивный объект. В стадии строительства находится 4 объекта общественного назначения, 4 магазина, 2 объекта общественного питания и 1 спортивный объект.
Продолжаются работы по строительству 6 объектов жилищного строительства (66,1 тыс. м², 883 квартиры). Ведутся проектно-изыскательские работы на 8 объектах. Выделен участок для строительства нового жилого района на юго-востоке города.
С осени 2008 года ситуация на строительном рынке сильно ухудшилась: продажи жилья сократились, началось сокращение сотрудников.

### Финансовые услуги

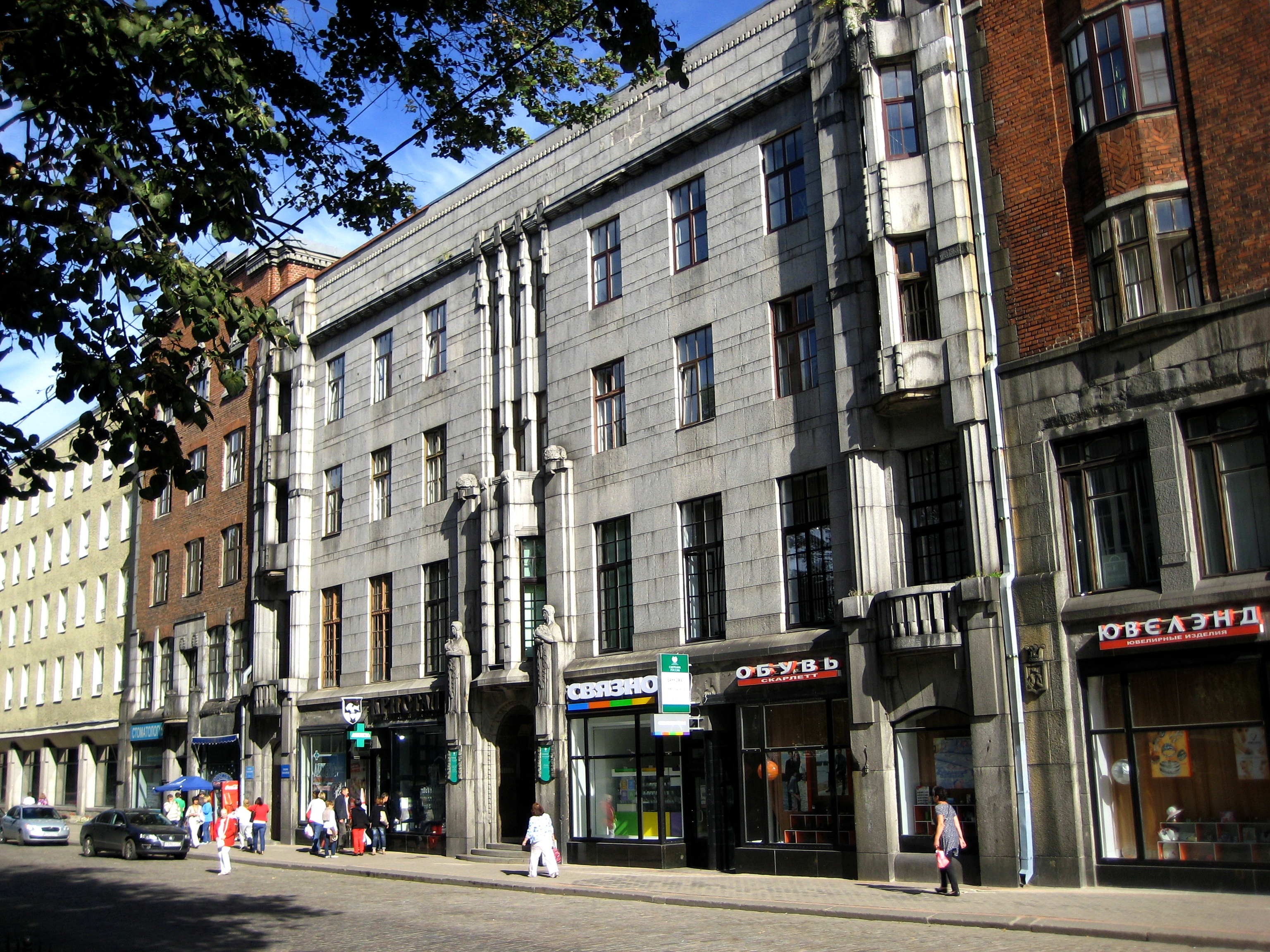
Сбербанк

Банковский сектор в Выборге представлен сетью отделений ОАО «Выборг-Банк», а также отделениями банков «Сбербанк России», «ВТБ 24», «Балтийский банк», «Банк Москвы», «Возрождение», «Инкасбанк», «Рускобанк», «Балтинвестбанк», «Констанс-банк».
Страховые услуги предоставляют компании «Росгосстрах», «РЕСО-Гарантия», «РОСНО», «Ренессанс Страхование», «Прогресс-Нева» и другие.

## Городской бюджет
В 2009 году доходы бюджета составили 819 млн рублей, расходы — 787 млн рублей.

### Доходы бюджета
| Источники доходов                                | В миллионах рублей | В процентах |
| ------------------------------------------------ | ------------------ | ----------- |
| Налог на доходы физических лиц                   | 126,79             | 15,49       |
| Транспортный налог                               | 49,33              | 6,03        |
| Налог на имущество физических лиц                | 9,81               | 1,20        |
| Земельный налог                                  | 74,77              | 9,13        |
| Прочие налоговые доходы                          | 0,57               | 0,07        |
| Доходы от использования муниципального имущества | 199,44             | 24,36       |
| Доходы от продажи материальных активов           | 57,13              | 6,98        |
| Прочие неналоговые доходы                        | 14,95              | 1,83        |
| Безвозмездные поступления                        | 284,59             | 34,76       |
| Всего доходов                                    | 818,63             | 100,00      |

### Расходы бюджета
| Источники расходов                                          | В миллионах рублей | В процентах |
| ----------------------------------------------------------- | ------------------ | ----------- |
| Жилищно-коммунальное хозяйство                              | 405,62             | 51,5        |
| Культура, средства массовой информации                      | 118,53             | 15,1        |
| Межбюджетные трансферты                                     | 71,63              | 9,1         |
| Общегосударственные вопросы                                 | 48,92              | 6,1         |
| Здравоохранение и спорт                                     | 45,31              | 5,8         |
| Социальная политика                                         | 11,39              | 1,4         |
| Национальная экономика                                      | 78,04              | 9,9         |
| Образование                                                 | 7,48               | 1,0         |
| Национальная безопасность и правоохранительная деятельность | 0,39               | 0,1         |
| Всего расходов                                              | 786,67             | 100,00      |